# Avonturen-serie
De avonturen-serie (Engels: The Adventure Series) is een Engelstalige kinderboekenreeks van Enid Blyton. De serie bestaat uit acht boeken. De in het Nederlands vertaalde boeken werden in 1971 en 1972 als onderdeel van de Valkenpocket-serie uitgegeven.